# Plaza del Ochavo
La plaza del Ochavo es una vía urbana de la ciudad de Valladolid, España.

## Descripción

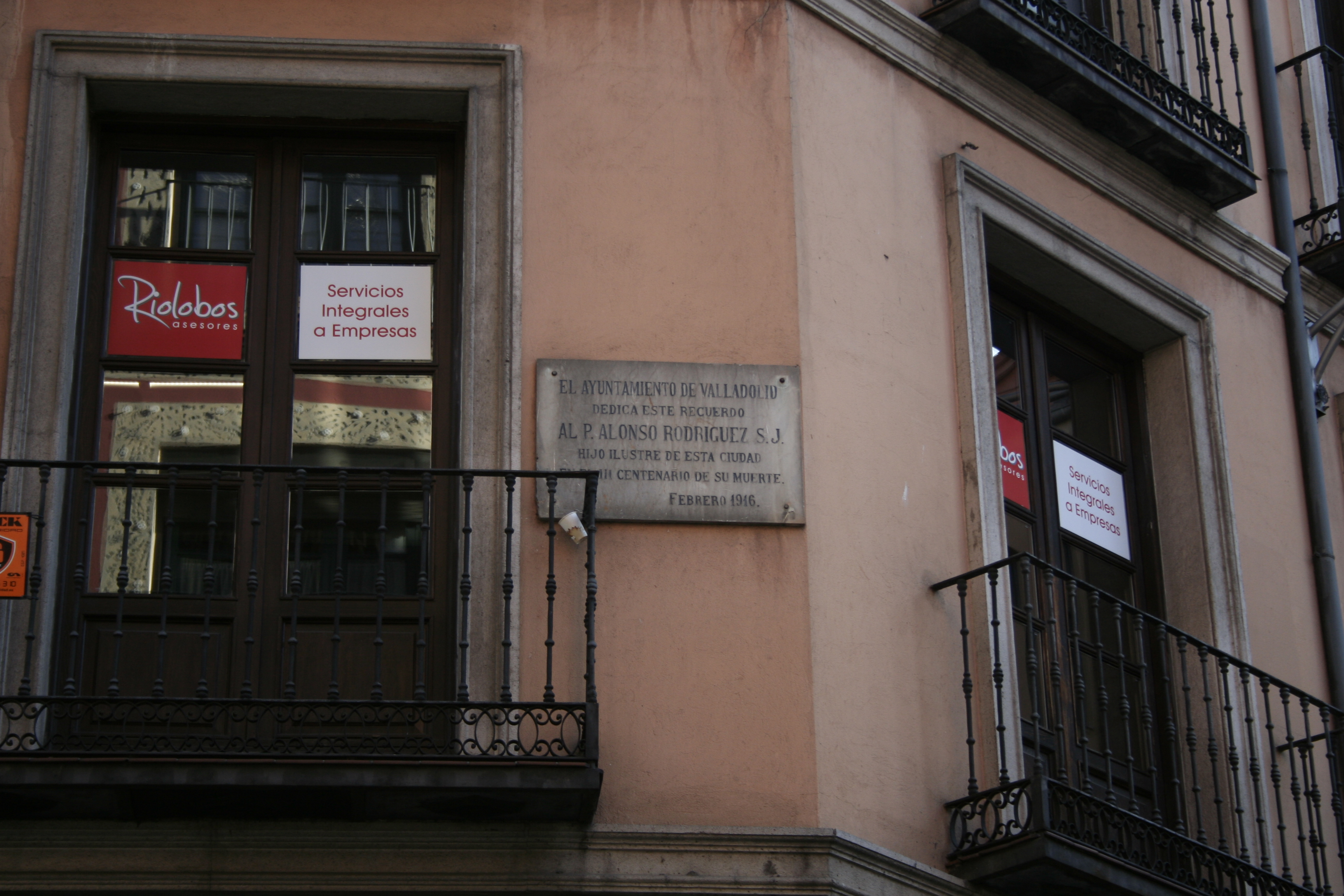
Detalle de la placa en recuerdo de Alonso Rodríguez de Valladolid.

Aparece descrita en Las calles de Valladolid de Juan Agapito y Revilla de la siguiente manera:

Con el agua del viaje de las Marinas en la Plaza Mayor y en la Rinconada, solo faltaba, para rematar lo proyectado entonces, en materia de abastecimiento de agua, hacer otra fuente en la boca de la Costanilla, y así resultarían tres fuentes muy próximas en la zona más densa de población en la villa.

La Plaza Mayor, aunque no como ahora, era amplia, al fin; la Rinconada también tenía su regular superficie; la boca de la Costanilla, era, del mismo modo, una expansión, una plazoleta, pero pequeña, y tenía un arco en la misma entrada de la Costanilla, la que había de ser luego la calle de la Platería, que la achicaba. Para instalar esa fuente era preciso agrandar la plazoleta, y pedido informe por el Regimiento al maestro de las fuentes Juan de Gálvez, en 23 de septiembre de 1519, le emitió, y de él se deduce cómo era dicha plazoleta, pues al pretender «que luego se ponga por obra de fazer debaxo del arco de nuestra señora de la Costanilla otra fuente para nobleza de la villa», no dejaba de ofrecer dificultades el empeño por la situación, forma y dimensiones del paraje. Por eso dijo maestre Juan que «es su paresçer que se conpre las casas de Daniel e las de la questa junto con el arco e derrocalla, e se faga vna fuente ochavada en la misma casa y su capilla en medio para nuestra señora, y asy mismo para questa obra se faga muy bien fecha y prestamente es menester que se conpre plomo para los caños, que se fagan en esta manera, desde el rostro de la Costanilla poco más o menos, e se faga vna arca de piedra donde él dirá, e de aqui fasta el arco sean fecho con caños de plomo, y desde la arca fasta otra questa cabe los espaderos, questa junto con el cantón de la calle de Teresa Gil que sale al mercado, sea fecho con caños de tierra cozida... y los que an de labrar las piedras fablen con el dicho maestre Juan para quél les dará yndustria como la labren asy en ynvierno como en verano...».
Como informó Gálvez se realizó y a mediados de 1520, debió de darse por terminada la obra.
Ya se apuntaba en el informe que la fuente había de ser «ochavada», y la forma de la plazoleta habría de tender también a ella, aunque no fuese tan regular, es decir, un octógono regular perfecto.
Sucedió cuarenta años después el gran incendio, y al ensanchar calles, regularizarlas y construir las casas con los característicos soportales, se la dio a la placeta forma perfectamente regular en la nueva traza, y para que se conservase y se llevara a rigor, el doctor Diego Gasea, en sus capítulos de 25 de agosto de 1563, «mandaba y mandó que en todos los ochabos aya en cada vno dellos tres puertas y que agerca dello se guarde la horden que esta dada en el ochabo que cahe en la hacera de la espeçería», sin duda por ser el primero que se había ejecutado.
Y quedó «El Ochavo», según se le llamó, como una obra perfecta y un detalle de gran aspecto en la urbanización de la villa, que ganó muchísimo con el desgraciado incendio, por aquello, sin duda, de que «no hay mal que por bien no venga».
Un accidente cuenta el curioso Ventura Pérez relacionado con «El Ochavo». Escribió el diarista que «En este año de 1722 se compusieron las casas del Ochavo, donde se venden los panecillos, frente de los mercaderes de paño. Las compuso Lázaro García, maestro de obras. Las mantuvo con apoyos, esentas más de tres meses que se tardó en sacar los cimientos, y ejecutó el esquinazo de sillería que mira a la fuente dorada».
Precisamente, muy próximo a ese pilar, hay una lápida de mármol con este letrero:
El Ayuntamiento de Valladolid

Dedica este recuerdo

al P. Alonso Rodríguez S. J.

hijo ilustre de esta ciudad,

en el III centenario de su muerte.

Febrero de 1916
La razón de esa inscripción en aquel lugar es que, según Don Alberto López Selva en su Estudio bio-bibliográfico de escritores vallisoletanos de los siglos XV y XVI, premiado en los Juegos Florales celebrados en Valladolid en septiembre de 1883, «Alonso Rodríguez, hijo de una modesta y honrada familia, nació... en Valladolid en una casa del Ochavo...».
Claro, que no había de ser la «plazuela del Ochavo» de ahora donde viniera al mundo en 1526 el sabio jesuita Padre Alonso Rodríguez, doctor en Filosofía por la celebérrima Universidad de Salamanca; pero cerca de ella estaría la casa de sus padres.
No he de hacer la biografía de este esclarecido jesuita. Baste apuntar que fue maestro de novicios muchos años, treinta en Valladolid; constante consultor de eminentes obispos y autoridades eclesiásticas; y tal su ciencia y su erudita predicación que mereció le llamasen el «oráculo del siglo». Falleció nuestro paisano el P. Alonso Rodríguez de Valladolid, así titulado para distinguirle de otro del mismo nombre y apellido, nacido en Segovia y de la misma época, en Sevilla el 21 de febrero de 1616.

De la falsa tradición vulgar de que en esta plazuela se levantó, en 1453, el cadalso en el cual fue ajusticiado el Condestable Don Álvaro de Luna, y la significación de la argolla y cadena de hierro colgantes de las fachadas de las casas de la entrada a la calle de la Platería, no digo nada, porque ya al referir la Plaza Mayor he sentado la verdad de los hechos. Esa tradición fue una solemne equivocación por no saber limitar lo que era la plaza del Mercado en aquellos tiempos. No quiero insistir sobre ello, aunque cuesta mucho trabajo deshacer errores y debe resplandecer siempre la verdad.